# British Aerospace EAP

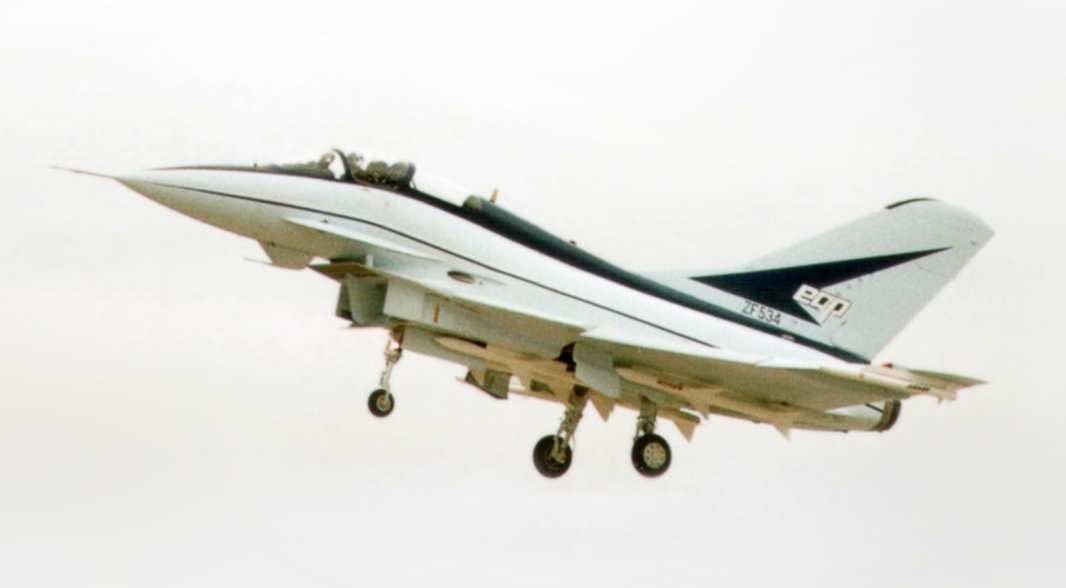
British Aerospace EAP, Farnborough, 1986

British Aerospace EAP var ett testflygplan för Eurofighter Typhoon. Namnet EAP betyder Experimental Aircraft Programme. 
Den byggdes i bara ett exemplar i Warton av British Aerospace.
Det sägs att EAP var det enda flygplanet som byggdes av BAe och inte av något annat bolag som blev BAe vid BAC, Vickers, Hawker Siddeley och English Electrics sammanslagning år 1977.  
Den gjorde sin första flygning den 8 augusti 1986 och sin sista den 1 maj 1991.

## Dimensioner/Prestanda
- Besättning: en, pilot
- Längd: 16.80 m
- Vingspann: 10.5 m
- Höjd: 5.8 m
- Tomvikt: 9,935 kg
- Maximal Startvikt: 18,145 kg
- Motorer: 2 x Turbo-Union RB199-104, 16,000 lbf (71.3 kN) (Per motor)
- Maximal Hastighet: Mach 2.27, 2,414 km/h